# Cladoxena
Cladoxena é um género de coleópteros da família Erotylidae.